# یهودی منوهین
یٍهودی منوهین (زادهٔ ۲۲ آوریل ۱۹۱۶ – درگذشتهٔ ۱۲ مارس ۱۹۹۹) نوازندهٔ برجستهٔ ویولن و رهبر ارکستر بود. از یهودی منوهین به عنوان بهترین نوازندهٔ ویولن در سدهٔ بیستم یاد می‌شود. وی در خانواده‌ای بلاروسی- یهودی در نیویورک متولد شد، اما بیشترِ عمر حرفه‌ای خود را در انگلستان گذراند. وی در سال ۱۹۷۰ تبعهٔ سوئیس شد و در سال ۱۹۸۵ تابعیت بریتانیا را پذیرفت و از تابعیت آمریکایی خود ترک تابعیت کرد.
یهودی منوهین چهره‌ای انسان‌دوست و انسان‌مدار بود و در فعالیت‌های بشردوستانه شهرت بسزایی داشت.

## کودکی

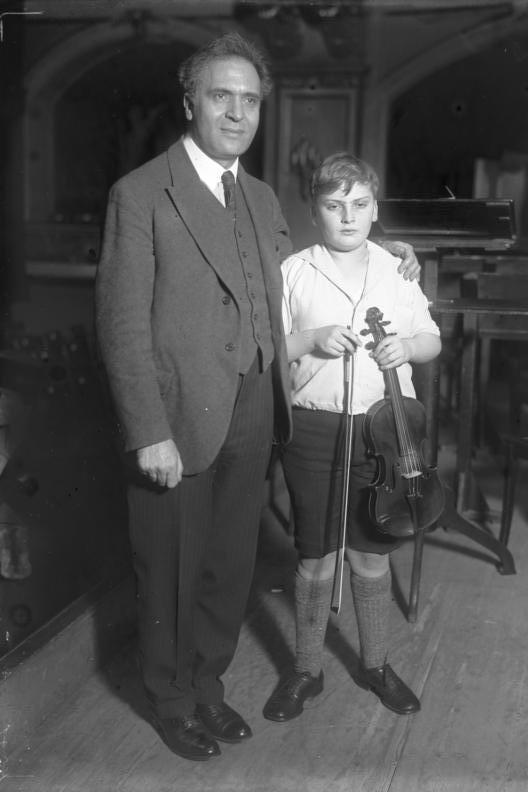
یهودی منوهین در نوجوانی به همراه برونو والتر در سال ۱۹۳۱

معنی نام او در زبان عبری «یَهودی» است. نام او را مادرش پس از این‌که توهینی نسبت به یهودیان شنید، مخصوصاً انتخاب کرد تا نشان دهد که از قومیت خود شرم ندارد.
او از سه‌سالگی به نواختن ویولن پرداخت و در هفت سالگی اولین کنسرت خود را با ارکستر سمفونیک سان فرانسیسکو اجرا کرد. در سال‌های بعد، منوهین شاگرد ویولونیست و آهنگ‌ساز رومانیایی، ژرژ انسکو بود.
منوهین در ۱۰ سالگی در «کارنگی هالِ» نیویورک ساز می‌زد، و حتی ۱۳ سالش نشده‌بود که به‌عنوان تکنواز ویولن همراه با ارکستر فیلارمونیک برلین به رهبری برونو والتر کنسرتوهایی از بتهوون، برامس و باخ را اجرا کرد.

## جنگ جهانی دوم
در جریان جنگ جهانی دوم، منوهین بیشتر از ۵۰۰ کنسرت برای نیروهای متفقین اجرا کرد. وی پس از آزادسازی اردوگاه مرگ برگن بلزن به‌همراه بنجامین بریتن برای اسیران جان به در برده از آن اردوگاه، کنسرت خیریه اجرا کرد. در این زمان با مشکلات شدید جسمی و هنری مواجه شد که به‌کمک دیسیپلین‌های شدید، مدیتاسیون و یوگا توانست آن‌ها را پشت سر بگذارد. پس از بهبود، با توجه و سلیقهٔ بسیار، به اجرای آثار کلاسیک پرداخت و به‌خاطر اجراهای بسیار دقیق و پراحساس خود معروف شد.
پس از پایان جنگ در کنسرتی به‌رهبری ویلهلم فورت‌ونگلر در برلین شرکت کرد و بدین‌ترتیب نخستین نوازندهٔ یهودی شد که پس از همه‌سوزی در آلمان کنسرت داد.

## فعالیت هنری

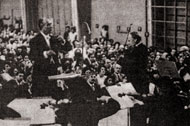
اجرای یهودی منوهین با ارکستر سمفونیک تهران به رهبری حشمت سنجری در سال ۱۹۶۷

او که فردی بسیار پرانرژی بود و به‌طور متوسط سالی ۱۲۰ کنسرت اجرا می‌کرد، در کنار فعالیت هنری هیچ‌گاه از خدمات اجتماعی نیز بازنایستاد. دو جشنوارهٔ بزرگ موسیقیِ «گشتاد» در سوئیس و «بث» در انگلستان به دست او تأسیس شده‌است و آکادمی بین‌المللی نوازندگان جوان سازهای زهی در گشتاد نیز در سال ۱۹۷۷ به دست او بنا نهاده شد.
با اینکه منوهین به نسل گذشتهٔ نوازندگان تعلق دارد، اما فعالیت او هیچ‌گاه به عرصهٔ موسیقی کلاسیک محدود نشد. او در کنار اجرای آثار سنگین و بزرگ موسیقی، همراه با استفان گراپلی موسیقی جاز اجرا می‌کرد و در کنار راوی شانکار، آهنگ‌های عرفانیِ شرقی می‌نواخت.
یهودی منوهین در سال ۱۹۵۲ در هند با راوی شانکار آشنا شد. در دهه ۱۹۷۰و چهارده سال بعد از آن آشنایی، این دو با هم اثری منتشر کردند به نام دیدار غرب و شرق. این آلبوم برای آن‌ها جایزه گرمی را به ارمغان آورد.
در سال ۱۹۶۲ مدرسهٔ موسیقی یهودی منوهین را در ساری (انگلستان) بنا گذاشت. در سال ۱۹۶۵ از ملکهٔ بریتانیا لقب افتخاریِ «سِر» (KBE) گرفت (پس از آن‌که در ۱۹۸۵ شهروند بریتانیا شد لقبش دیگر جنبهٔ افتخاری نداشت)
در سال ۱۹۸۰ ابا استفان گراپلی نیز چند قطعه جاز اجرا کرد. نایجل کندی از شاگردان او بود.
یهودی منوهین در دهه ۱۹۷۰ در تهران کنسرت برگزار کرد و در سال ۱۳۵۶ در جشن هنر شیراز شرکت جست.

## سال‌های آخر
حال می‌دانم که خدایی در آسمان وجود دارد.
آلبرت اینشتین، پس از شنیدن یکی از اجراهای یهودی منوهین.

منوهین سال‌های آخر عمر خود را بیش از هر چیز وقفِ آموزش و حمایت از کودکان و نوجوانان مستعد موسیقی کرد. او در سال ۱۹۶۳ مدرسهٔ شبانه‌روزی برای آموزش موسیقی در حومهٔ لندن تأسیس کرد که برخی از بزرگترین نوازندگان ارکسترهای بزرگ جهان را پرورش داد.

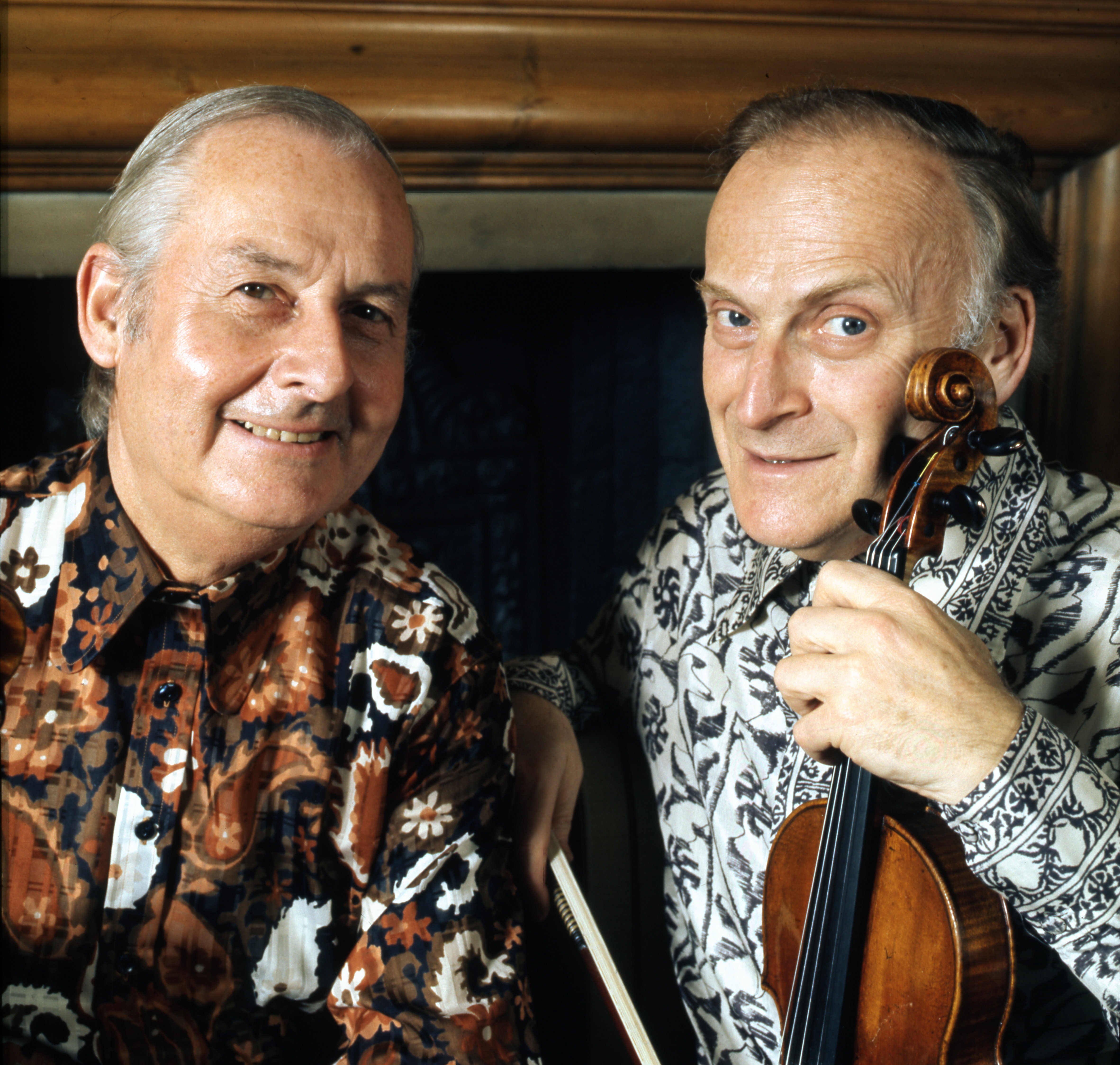
یهودی منوهین با استفان گراپلی (۱۹۷۶)

یهودی منوهین، از نخستین هنرمندان سرشناسی بود که در مجمع جهانی اقتصاد در داووس شرکت کرد.
در سال ۱۹۸۰ منوهین کتاب راهنماهای موسیقی را نوشت که سریالی از نوشته‌هایی بود که خودش به رشته تحریر درآورد.
می‌توان گفت که در سال ۱۹۹۰ منوهین نخستین رهبر ارکستر آسیایی بود که در سراسر آسیا، از جمله ژاپن، تایوان، سنگاپور و هنگ کنگ، به همراه جولیان وبر به همراه نوازندگان با استعداد جوان به سراسر آسیا سفر کرد.
یهودی منوهین از تعدادی ویلون‌های معروف استفاده می‌کرد که مسلماً مشهورترین آن‌ها لرد ویلتون گارنریسوس ساخت ۱۷۴۲ بود.

## مرگ
وی روز جمعه ۱۲ مارس ۱۹۹۹ (۲۱ اسفند ۱۳۷۷) در ۸۲ سالگی بر اثر حملهٔ قلبی در یکی از بیمارستان‌های برلین درگذشت.
مرگ یهودی منوهین، به‌عنوان یکی از بزرگترین چهره‌های شاخص هنر و فرهنگ قرن بیستم جهان، حتی محافل سیاسی را تحت تأثیر قرار داد و رهبران جهان را نیز به اظهارنظر واداشت.